# Поластри (Напуљ)
Поластри је насеље у Италији у округу Напуљ, региону Кампанија.
Према процени из 2011. у насељу је живело 881 становника. Насеље се налази на надморској висини од 40 м.